# Peixe-canivete
O Leporellus trivittatus, popularmente conhecido como peixe-canivete, é um peixe da família Anostomidae que habita rios e córregos do Brasil, Paraguai e norte da Argentina.
Devido à sua coloração, com presença de belas faixas longitudinais, trata-se de uma espécie ornamental, adotada por praticantes de aquarismo, embora por ser carnívoro, normalmente seja agressivo com outros peixes.

## Aquarismo
Apesar de suas origens selvagens, o Leporellus trivittatus pode se adaptar bem à vida em aquário, desde que as condições sejam adequadas. 
O Leporellus trivittatus pode atingir um tamanho considerável em comparação com outras espécies de peixes de aquário, o que o torna uma opção interessante para aquários de proporções maiores. Para criar este peixe em cativeiro, é recomendado o uso de aquários com bastante espaço para a espécie poderse deslocar, boa filtragem e substratos macios para simular o ambiente natural.
A coloração do Leporellus trivittatus pode variar, mas geralmente apresenta tons marrons e prateados, com listras longitudinais que lhe conferem um aspecto elegante, dando muito destaque à sua presença em diversos tipos de aquários.
Em seu habitat natural, esses peixes costumam formar pequenos grupos, nadando juntos em busca de alimento. No entanto, quando criado em aquários, podem apresentar comportamentos mais individualistas.